# Kill Fuck Die
Kill Fuck Die è il settimo album della band heavy metal W.A.S.P., pubblicato dalla Castle Communications nel 1997.
Secondo Lawless, l'album è ispirato al film Apocalypse Now. Nell'edizione giapponese viene aggiunta la traccia "Tokyo's on Fire".

## Tracce
1. Kill Fuck Die (Blackie Lawless, Chris Holmes) – 4:20
2. Take the Addiction (Lawless, Holmes) – 3:41
3. My Tortured Eyes (Lawless, Holmes) – 4:03
4. Killahead (Lawless, Holmes) – 4:07
5. Kill your Pretty Face (Lawless, Holmes) – 5:49
6. Fetus (Lawless, Holmes) – 1:23
7. Little Death (Lawless, Holmes) – 4:12
8. U (Lawless, Holmes) – 5:10
9. Wicked Love (Lawless, Holmes) – 4:36
10. The Horror (Lawless, Holmes) – 8:26

## Formazione
- Blackie Lawless - voce, chitarra, sintetizzatore
- Chris Holmes - chitarra
- Mike Duda - basso, coro
- Stet Howland - batteria, coro

## Singoli
- Kill Fuck Die